# 羅瑛
羅瑛（1401年—？），字慶清，江西南昌府豐城縣人，民籍。明朝政治人物。進士出身。

## 生平
應天府鄉試第七十四名。正統四年（1439年）己未科會試第二十名，殿試登進士第二甲第二十四名。

## 家族
曾祖父羅宏道。祖父羅景福。父亲羅懷玉。